# آزادوهي صاموئيل
آزادوهي صاموئيل (25 حزيران 1942- 24 شباط/فبراير 2023) ممثلة عراقية تنتمي إلى أسرة أرمنية[بحاجة لمصدر] مسيحية في بغداد، عملت ممثلة في مسارح بغداد، وتعتبر من رواد المسرح العراقي منذ عام 1954م، وهي من أكثر الممثلات العراقيات نشاطا وغزارة ومشاركة في تاريخ المسرح العراقي

## مشوارها المهني
دخلت الفن عام 1955 عن طريق الصدفة حيث طلبت الانتماء لفرقة المسرح الفني الحديث من قبل أخت الفنان سامي عبد الحميد، وهي طالبة بموافقة عائلتها أسند إليها دور مسرحي بفصل واحد في مسرحية (ست دراهم) من تأليف الفنان يوسف العاني.
تعتبر أول فتاة تدخل إلى معهد الفنون الجميلة قسم الفنون المسرحية، قدمت العديد من الأعمال المسرحية المهمة مسرحية (المثري النبيل) لمولير ومن إخراج جعفر علي، ومسرحية (عطيل) لشكسبير إخراج جاسم العبودي و(اوديب ملكا) لسوفوكليس إخراج جعفر السعدي. و(فيما وراء الأفق) لأونيل إخراج بهنام ميخائيل. عملت مع أبرز المخرجين في العراق مثل إبراهيم جلال ثم سامي عبد الحميد وعبد الواحد طه وبهنام ميخائيل وجعفر السعدي وجعفر علي وبدري حسون فريد وسعدون العبيدي ومحسن العزاوي وقاسم محمد وآخرين
حملت اسما فنيا في الإعلانات «(زاهدة سامي)» استمر معها إلى ما بعد انقلاب 14 تموز 1958 حيث مثلت تحت هذا الاسم أيضا في مسرحيتي (آني أمك يا شاكر) و(أهلا بالحياة). تخرجت من المعهد عام 1962، وعينت معلمة في مدارس بغداد، ثم سرعان ما اعتقلت وطردت من التعليم بعد انقلاب شباط 1963، واضطرت خلال الفترة من عام 1963 حتى عام 1965 للعمل بحرفة الحلّاقة في صالون نسائي، ولقد اشتهرت في أدوارها الفنية بتجسيد شخصية الأم من خلال شكلها وصوتها.
حصلت على جوائز فنية وتكريمية وتقديرية عديدة في العراق ومن مهرجانات مسرحية عربية عديدة شاركت فيها.

## أعمالها

### في المسرح ما بين 1954 - 1968
- مسرحية (إيراد ومصرف)
- مسرحية (حرمل وحبة سودة)
- مسرحية (ست دراهم)
- مسرحية (آني أمك ياشاكر)
- مسرحية (اهلا بالحياة)
- مسرحية (فوانيس)
- مسرحية (صورة جديدة)
- مسرحية (مسألة شرف)
- مسرحية (المفتاح)
- مسرحية (النخلة والجيران)
- مسرحية (الخرابة)
- مسرحية (آني أمك ياشاكر)
- مسرحية (أهلا بالحياة)
- مسرحية (فوانيس)
- مسرحية (مسألة شرف)
- مسرحية (صورة جديدة)
- مسرحية (المفتاح)
- مسرحية (تموز يقرع الناقوس)
- مسرحية (النخلة والجيران)
- مثلت في الفرقة القومية
- مسرحية (جزيرة افروديت)
- مسرحية (ابن ماجد)
- مسرحية (لغة الامهات)
- مسرحية (الروح الطيبة)
- مسرحية (ثورة الموتى)
- مسرحية (محطات السنيين)
- مسرحية (المزيفون)
- مسرحية (العاصفة)
- مسرحية نساء في العاصفة (2006)

### في السينما
- الجزاء
- وجهان في الصورة
- كرنتينا (2009)

### في التلفزيون
- القضية 283 (2001)
- عالم الست وهيبة (1998)
- الحنان له أشرعة (1981)

## جوائز
- الأردن: جائزة العنقاء للإبداع 2013[9]

## كتب فيها
- آزادوهي ساموئيل قديسة المسرح العراقي، كتاب أصدره عبد الجبار العتابي سنة 2023.[10][11]

## وفاتها
توفيت يوم الجمعة في 24 شباط/فبراير سنة 2023 عن عمر ناهز الحادية والثمانين، بعد صراع طويل مع المرض.

## روابط خارجية
- آزادوهي صاموئيل على موقع IMDb (الإنجليزية)
- آزادوهي صاموئيل على موقع قاعدة بيانات الأفلام العربية
- آزادوهي صاموئيل على موقع كينوبويسك (الروسية)